# Tyin
Tyin est un lac situé à la frontière des montagnes de Jotunheimen, dans le comté d'Oppland, au sud de la Norvège. Son emissaire, la Tya, rejoint la rivière Utla avant de se jeter dans le Sognefjord. Le lac est utilisé comme réservoir pour la production d'énergie hydroélectrique, utilisée ensuite pour la production d'aluminium à Øvre Årdal.